# 春日井市立大手小学校
春日井市立大手小学校（かすがいしりつ おおてしょうがっこう）は、愛知県春日井市大手町にある公立小学校。

## 概要
- 岩野町、岩野町1・2丁目、牛山町の一部、大手町1-4丁目、大手田酉町1-3丁目、町屋町の一部(愛知県道25号春日井一宮線より南側)、町屋町1丁目、田楽町の一部(愛知県立春日井西高等学校付近)、南下原町2丁目の一部が校区であり、公立中学校の進学先は春日井市立鷹来中学校である[1]。

## 沿革
- 1976年（昭和51年）4月1日 - 春日井市立鷹来小学校から分離し開校。春日井市立松原小学校の校区の一部も加わる。
- 1977年（昭和52年） - 体育館が完成する。
- 1981年（昭和56年） - 校舎を増築する。

## 交通アクセス
- かすがいシティバス南部線、北部線「大手小学校南」バス停より徒歩約7分。

## 周辺施設
- 愛知県立春日井西高等学校
- 春日井市立丸田小学校
- パナソニック エコシステムズ
- 春日井市総合体育館

## 著名な出身者
- 鈴木秀尚 - 春日井市議会議員
- 堀尾国大 - 春日井市議会議員
- ピサノ・アレックス幸冬堀尾 - プロサッカー選手